# Еден Гроф
Еден Гроф (угор. Ödön Gróf, 15 квітня 1915 — 16 січня 1997) — угорський плавець.
Бронзовий медаліст Олімпійських Ігор 1936 року.
Чемпіон Європи з водних видів спорту 1934 року.